# 大泉站 (富山縣)
大泉站（日语：／ Ōizumi eki */?）是隸屬於富山地方鐵道的鐵路車站，座落於富山縣富山市，現時為無人站。日本站名為「大泉站」的車站共有3個，且均為私鐵車站，其中以本站開業時間最久，JR東日本則另設甲斐大泉站。雖然設站年份都比其餘三個只稱「大泉站」的車站為早，但該站名自開站起便已採用。

## 車站結構
本站自開站以來只設1個側式月台，為列車不能交換的車站。

### 月台配置
| 路線      | 方向 | 目的地       | 備註 |
| --------- | ---- | ------------ | ---- |
| ■不二越線 | 上行 | 電鐵富山方向 |      |
| ■不二越線 | 下行 | 岩峅寺方向   |      |

## 利用人數
| 乘車人員推算 | 乘車人員推算 | 乘車人員推算 |
| 年度         | 1日平均人數  |              |
| ------------ | ------------ | ------------ |
| 2004年       | 93           |              |
| 2005年       | 93           |              |
| 2006年       | 96           |              |
| 2007年       | 96           |              |
| 2008年       | 106          |              |
| 2009年       | 107          |              |
| 2010年       | 102          |              |
| 2011年       | 112          |              |

## 歷史
- 1952年9月26日：開業。

## 相鄰車站
富山地方鐵道
■不二越線
普通
不二越（T59）－大泉（T60）－南富山（T61）

## 外部連結
- 富山地方鐵道大泉站公式網頁。（页面存档备份，存于）（日語）